# GDSII
El format GDSII (acrònim anglès de Graphic Design System) és un tipus de codificació d'imatges 2D en format binari i de tipus no obert (amb drets d'autor). El format GDSII és un estàndard molt emprat al sector electrònic per a definir els circuits integrats (capes de silici, capes d'aïllant, capes de conductors...). Fou creat inicialment per l'empresa Calma i comprat per la companyia Cadence
Envers el 2004 un nou format va aparèixer anomenat OASIS i que millora les prestacions del GDSII.

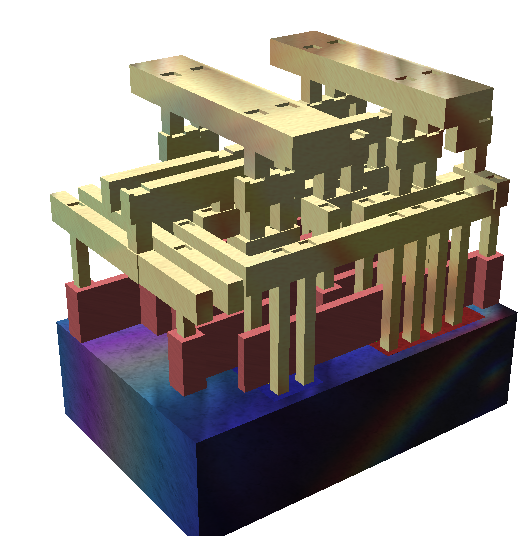
Representació gràfica de les diferents capes d'un circuit integrat